# Saleh Al-Buraiki
Saleh Al-Buraiki (27 de fevereiro de 1977) é um ex-futebolista profissional kuwaitiano que atuava como meia.

## Carreira
Saleh Al-Buraiki representou a Seleção Kuwaitiana de Futebol, nas Olimpíadas de 2000. 